# バンサー
バンサー（マレー語: Bangsar）は、クアラルンプール市の中心部から車で15分ほどのところにある、住宅地。

## 概要
全体がなだらかな丘になっており、多くの高級コンドミニアムが立ち並び、非常に景色が良い。
高級住宅街として知られており、外国人が多く居住する地区である。日本人も多く居住する。

## 施設
- バンサー・ヴィレッジ
- バンサー・バル